# Mariya Pinigina
Mariya Pinigina ( Ivanovka, Kirguistán, 9 de febrero de 1958) es una ex atleta soviética, especializada en la prueba de 400 metros, en la que llegó a ser campeona olímpica integrando la posta 4x400 en los Juegos Olímpico de Seúl 1988 y medallista de bronce en el Campeonato Mundial de Atletismo de 1983 de Helsinki.

## Carrera deportiva
En el Mundial de Helsinki 1983 la posta soviética ganó la medalla de bronce en el relevo de 4 x 400 metros, con un tiempo de 3:21.16 segundos, tras Alemania del Este y Checoslovaquia (plata), siendo sus compañeras de equipo: Marina Ivanova,Irina Baskakova y Elena Korban.
En la misma prueba, en los Juegos Olímpicos de Seúl 1988 integró la cuarteta que se llevó oro, por delante de las atletas de EE. UU. y de Alemania del Este.